# Lijst van best bezochte attracties van Nederland
Deze pagina geeft een lijst met best bezochte attracties van Nederland weer, waarvan de attractie op jaarbasis meer dan een miljoen bezoekers ontvangen heeft.

## 2024
| Positie | Attractie                | Bezoekersaantal | Provincie     |
| ------- | ------------------------ | --------------- | ------------- |
| 1       | Efteling                 | 5.600.000       | Noord-Brabant |
| 2       | Zaanse Schans            | 2.608.313       | Noord-Holland |
| 3       | Rijksmuseum Amsterdam    | 2.500.000       | Noord-Holland |
| 4       | Van Gogh Museum          | 1.842.627       | Noord-Holland |
| 5       | De Uithof                | 1.582.665       | Zuid-Holland  |
| 6       | Safaripark Beekse Bergen | 1.559.311       | Noord-Brabant |
| 7       | Diergaarde Blijdorp      | 1.412.295       | Zuid-Holland  |
| 8       | Keukenhof                | 1.400.000       | Zuid-Holland  |
| 9       | Duinrell                 | 1.381.407       | Zuid-Holland  |
| 10      | Artis                    | 1.272.515       | Noord-Holland |
| 11      | Anne Frank Huis          | 1.229.080       | Noord-Holland |
| 12      | Attractiepark Toverland  | 1.174.000       | Limburg       |
| 13      | Ouwehands Dierenpark     | 1.135.600       | Utrecht       |
| 14      | Attractiepark Slagharen  | 1.110.100       | Overijssel    |
| 15      | Koninklijke Burgers' Zoo | 1.075.000       | Gelderland    |

## 2023
| Positie | Attractie                | Bezoekersaantal | Provincie     |
| ------- | ------------------------ | --------------- | ------------- |
| 1       | Efteling                 | 5.560.000       | Noord-Brabant |
| 2       | Rijksmuseum Amsterdam    | 2.700.000       | Noord-Holland |
| 3       | Zaanse Schans            | 2.300.000       | Noord-Holland |
| 4       | Van Gogh Museum          | 1.686.766       | Noord-Holland |
| 5       | De Uithof                | 1.507.927       | Zuid-Holland  |
| 6       | Diergaarde Blijdorp      | 1.444.864       | Zuid-Holland  |
| 7       | Keukenhof                | 1.400.000       | Zuid-Holland  |
| 8       | Duinrell                 | 1.371.306       | Zuid-Holland  |
| 9       | Safaripark Beekse Bergen | 1.304.202       | Noord-Brabant |
| 10      | Artis                    | 1.300.000       | Noord-Holland |
| 11      | Anne Frank Huis          | 1.208.646       | Noord-Holland |
| 12      | Attractiepark Toverland  | 1.165.000       | Limburg       |
| 13      | Attractiepark Slagharen  | 1.149.000       | Overijssel    |
| 14      | Ouwehands Dierenpark     | 1.060.000       | Utrecht       |
| 15      | Koninklijke Burgers' Zoo | 1.035.997       | Gelderland    |

## 2022
| Positie | Attractie                | Bezoekersaantal |
| ------- | ------------------------ | --------------- |
| 1       | Efteling                 | 5.430.000       |
| 2       | Rijksmuseum Amsterdam    | 1.760.000       |
| 3       | Diergaarde Blijdorp      | 1.448.191       |
| 4       | De Uithof                | 1.425.287       |
| 5       | Van Gogh Museum          | 1.364.023       |
| 6       | Duinrell                 | 1.361.910       |
| 7       | Zaanse Schans            | 1.264.917       |
| 8       | Artis                    | 1.200.000       |
| 9       | Safaripark Beekse Bergen | 1.200.000       |
| 10      | Attractiepark Slagharen  | 1.152.513       |
| 11      | Keukenhof                | 1.120.000       |
| 12      | Ouwehands Dierenpark     | 1.060.000       |
| 13      | Attractiepark Toverland  | 1.032.000       |

## 2021
| Positie | Attractie | Bezoekersaantal |
| ------- | --------- | --------------- |
| 1       | Efteling  | 3.300.000       |

## 2020
| Positie | Attractie | Bezoekersaantal |
| ------- | --------- | --------------- |
| 1       | Efteling  | 2.900.000       |

## 2019
| Positie | Attractie                | Bezoekersaantal |
| ------- | ------------------------ | --------------- |
| 1       | Efteling                 | 5.257.000       |
| 2       | Rijksmuseum Amsterdam    | 2.678.393       |
| 3       | Zaanse Schans            | 2.532.000       |
| 4       | Lovers Canal Cruise      | 2.448.501       |
| 5       | Van Gogh Museum          | 2.134.778       |
| 6       | Diergaarde Blijdorp      | 1.561.307       |
| 7       | Keukenhof                | 1.541.000       |
| 8       | De Uithof                | 1.500.860       |
| 9       | Artis                    | 1.400.000       |
| 10      | Duinrell                 | 1.322.305       |
| 11      | Anne Frank Huis          | 1.304.793       |
| 12      | Ziggo Dome               | 1.295.000       |
| 13      | Stromma Rondvaart        | 1.250.000       |
| 14      | Heineken Experience      | 1.183.706       |
| 15      | Safaripark Beekse Bergen | 1.150.000       |
| 16      | Koninklijke Burgers' Zoo | 1.129.234       |
| 17      | Ouwehands Dierenpark     | 1.060.000       |
| 18      | Attractiepark Slagharen  | 1.000.000       |

## 2018
| Positie | Attractie                | Bezoekersaantal |
| ------- | ------------------------ | --------------- |
| 1       | Efteling                 | 5.351.572       |
| 2       | Lover Canal Cruises      | 2.412.000       |
| 3       | Rijksmuseum Amsterdam    | 2.344.000       |
| 4       | Zaanse Schans            | 2.295.140       |
| 5       | Van Gogh Museum          | 2.161.160       |
| 6       | De Uithof                | 1.522.800       |
| 7       | Stromma Rondvaart        | 1.450.000       |
| 8       | Diergaarde Blijdorp      | 1.431.276       |
| 9       | Artis                    | 1.418.170       |
| 10      | Duinrell                 | 1.391.608       |
| 11      | Keukenhof                | 1.370.000       |
| 12      | Anne Frank Huis          | 1.226.006       |
| 13      | Heineken Experience      | 1.146.185       |
| 14      | Safaripark Beekse Bergen | 1.113.000       |
| 15      | Koninklijke Burgers' Zoo | 1.108.797       |
| 16      | Ziggo Dome               | 1.100.000       |
| 17      | Ouwehands Dierenpark     | 1.060.000       |
| 18      | Attractiepark Slagharen  | 1.038.000       |

## 2017
| Positie | Attractie                | Bezoekersaantal |
| ------- | ------------------------ | --------------- |
| 1       | Efteling                 | 5.186.945       |
| 2       | Lovers Canal Cruises     | 2.283.420       |
| 3       | Van Gogh Museum          | 2.255.010       |
| 4       | Zaanse Schans            | 2.219.371       |
| 5       | Rijksmuseum Amsterdam    | 2.160.000       |
| 6       | Ziggo Dome               | 1.500.000       |
| 7       | De Uithof                | 1.490.000       |
| 8       | Stromma Rondvaart        | 1.470.000       |
| 9       | Diergaarde Blijdorp      | 1.459.731       |
| 10      | Artis                    | 1.411.908       |
| 11      | Keukenhof                | 1.400.000       |
| 12      | Duinrell                 | 1.399.706       |
| 13      | Anne Frank Huis          | 1.266.966       |
| 14      | Koninklijke Burgers' Zoo | 1.157.868       |
| 15      | Heineken Experience      | 1.129.520       |
| 16      | Ouwehands Dierenpark     | 1.055.000       |
| 17      | Attractiepark Slagharen  | 1.052.568       |
| 18      | DierenPark Amersfoort    | 1.008.204       |

## 2016
| Positie | Attractie                     | Bezoekersaantal |
| ------- | ----------------------------- | --------------- |
| 1       | Efteling                      | 4.764.561       |
| 2       | Rijksmuseum Amsterdam         | 2.259.987       |
| 3       | Van Gogh Museum               | 2.076.526       |
| 4       | Zaanse Schans                 | 1.847.277       |
| 5       | Lovers Canal Cruises          | 1.800.000       |
| 6       | Diergaarde Blijdorp           | 1.512.862       |
| 7       | Stromma Rondvaart             | 1.498.433       |
| 8       | Duinrell                      | 1.398.802       |
| 9       | De Uithof                     | 1.389.200       |
| 10      | Artis                         | 1.352.699       |
| 11      | Wildlands Adventure Zoo Emmen | 1.305.000       |
| 12      | Anne Frank Huis               | 1.295.585       |
| 13      | Heineken Experience           | 1.220.280       |
| 14      | Keukenhof                     | 1.143.000       |
| 15      | Ziggo Dome                    | 1.100.000       |
| 16      | Koninklijke Burgers' Zoo      | 1.023.469       |

## 2015
| Positie | Attractie                | Bezoekersaantal |
| ------- | ------------------------ | --------------- |
| 1       | Efteling                 | 4.682.000       |
| 2       | Rijksmuseum Amsterdam    | 2.346.000       |
| 3       | Van Gogh Museum          | 1.909.000       |
| 4       | Zaanse Schans            | 1.899.000       |
| 5       | Diergaarde Blijdorp      | 1.520.000       |
| 6       | Canal Company Rondvaart  | 1.511.000       |
| 7       | Duinrell                 | 1.386.000       |
| 8       | Artis                    | 1.353.000       |
| 9       | Anne Frank Huis          | 1.268.000       |
| 10      | Ziggo Dome               | 1.200.000       |
| 11      | Keukenhof                | 1.175.000       |
| 12      | Koninklijke Burgers' Zoo | 1.040.000       |

## 2014
| Positie | Attractie                | Bezoekersaantal |
| ------- | ------------------------ | --------------- |
| 1       | Efteling                 | 4.397.000       |
| 2       | Rijksmuseum Amsterdam    | 2.474.000       |
| 3       | Van Gogh Museum          | 1.612.000       |
| 4       | Zaanse Schans            | 1.573.000       |
| 5       | Canal Company Rondvaart  | 1.441.000       |
| 6       | Koninklijke Burgers' Zoo | 1.415.000       |
| 7       | Diergaarde Blijdorp      | 1.380.000       |
| 8       | Duinrell                 | 1.378.000       |
| 9       | Artis                    | 1.314.000       |
| 10      | De Uithof                | 1.287.000       |
| 11      | Anne Frank Huis          | 1.227.000       |
| 12      | Attractiepark Slagharen  | 1.037.000       |
| 13      | Keukenhof                | 1.020.000       |